# 此情可待
《此情可待》是華語流行歌手蔡琴於1984年發行的專輯。是她離開海山唱片跳槽到飛碟唱片的首張張專輯。專輯名稱此情可待取用了唐朝詩人李商隱的詩《錦瑟》此情可待成追憶，只是當時已惘然。電影"金大班的最後一夜"主題曲最後一夜榮獲第21屆金馬獎最佳原創電影歌曲。此專輯獲選《台灣流行音樂百張最佳專輯1975.9-1993.1》第17名。

## 曲目
| 曲序     | 曲目       |          | 作曲   |
| -------- | ---------- | -------- | ------ |
| 1.       | 最後一夜   | 慎芝     | 陳志遠 |
| 2.       | 蝶衣       | 陳克華   | 吳楚楚 |
| 3.       | 過盡千帆   | 陳桂珠   | 梁弘志 |
| 4.       | 塔裡的女人 | 陳克華   | 曹俊鴻 |
| 5.       | 誰知道     | 楊國芳   | 黃克隆 |
| 6.       | 讀你       | 梁弘志   | 梁弘志 |
| 7.       | 油麻菜籽   | 李宗盛   | 李宗盛 |
| 8.       | 聆聽       | 蘇淑樺   | 蘇淑樺 |
| 9.       | 醉過       | 陳桂珠   | 吳楚楚 |
| 10.      | 寂寞路     | 羅錡     | 羅錡   |
| 总时长： | 总时长：   | 总时长： | 43:07  |

## Credit
發行：飛碟企業有限公司  
監製：飛舞製作公司 
製作人: 吳楚楚
編曲 : 陳志遠
錄音 : 冠音錄音室 
撰文:  陳大力 
攝影 : 楊立德 
設計: 陳偉彬 

樂隊 :
 鼓 : 黃瑞豐
貝斯 : 郭宗韶
吉他 : 游正彥, 陳志遠
 鋼琴 : 陳志遠, 陳玉立 
鍵盤樂器 : 陳志遠 
薩克斯風 : 陳財益 
口琴: 吳楚楚
小提琴: 陳宗成, 陳美芳, 林明香, 楊紀偉, 籃國榮 
中提琴 : 林美滿, 樂曉虹 
大提琴 : 韓慧雲 
和聲: 曹俊鴻, 孫建平, 林美滿, 馬毓芬, 吳楚楚, 馬麗華

## 註解
1. ↑  電影"金大班的最後一夜"主題曲
2. ↑  電影"油麻菜籽_(電影)"主題曲